# Évian-les-Bains
Évian-les-Bains település Franciaországban, Haute-Savoie megyében. Lakosainak száma 9224 fő (2022. január 1.). Ismert fürdőváros. Évian-les-Bains ásványvizét palackozva exportálják a világ minden tájára.

## Elhelyezkedése
A település a Genfi-tó déli partján, Lausanne-nal szemben terül el. Évian-les-Bains Larringes, Neuvecelle és Publier községekkel határos.

## Története
1938. július 6-a és 15-e között egy nemzetközi konferenciát rendeztek, amelynek a célja a hitleri Németországban üldözött zsidók befogadása volt. A konferencia azonban lényegében teljes kudarccal végződött.

## Népesség
A település népességének változása:
| Lakosok száma | 8675 | 8968 | 9328 | 9098 | 9100 | 9108 | 9117 | 9214 | 9224 |
|               | 2013 | 2015 | 2016 | 2017 | 2018 | 2019 | 2020 | 2021 | 2022 |

## Galéria

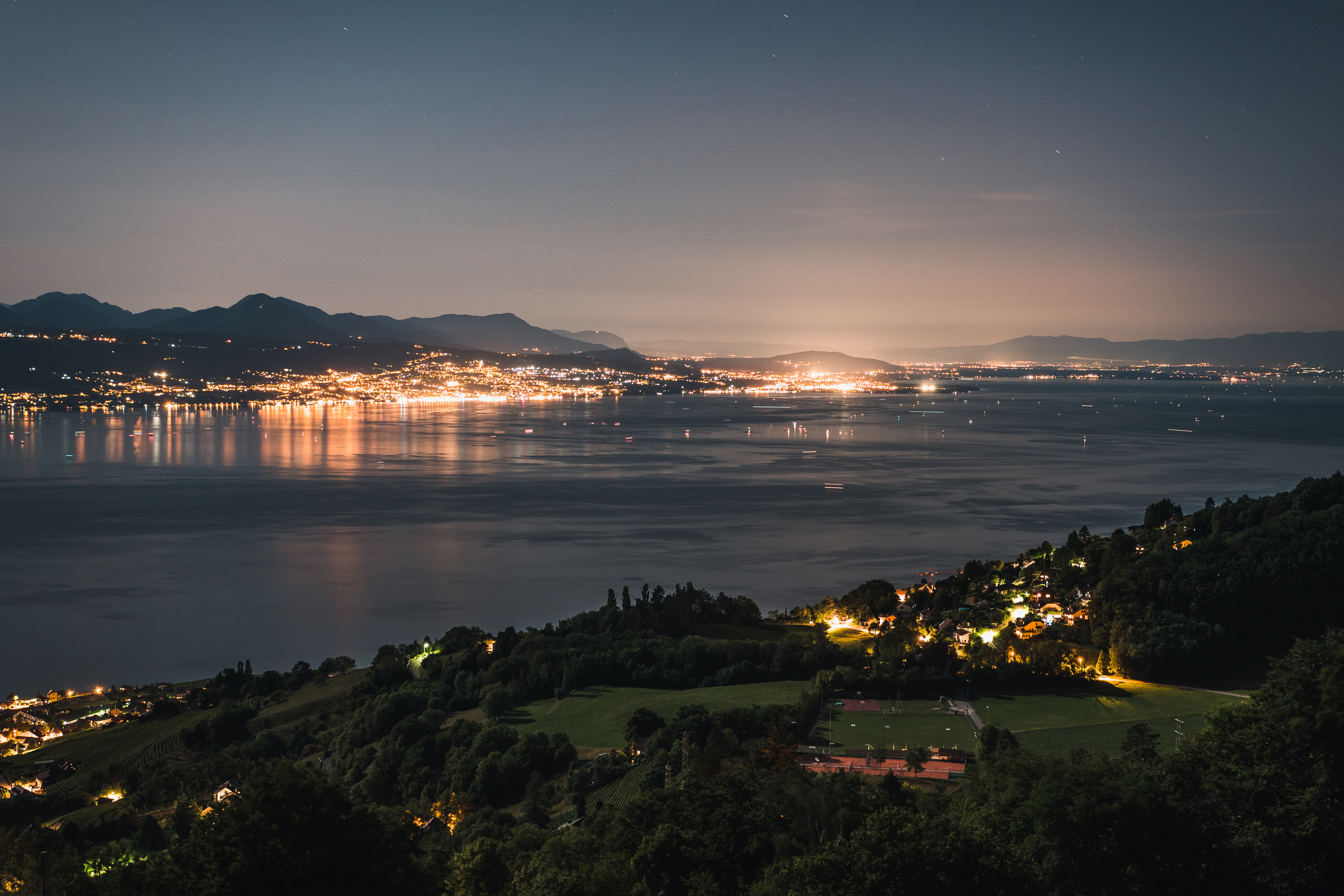
Évian-les-Bains
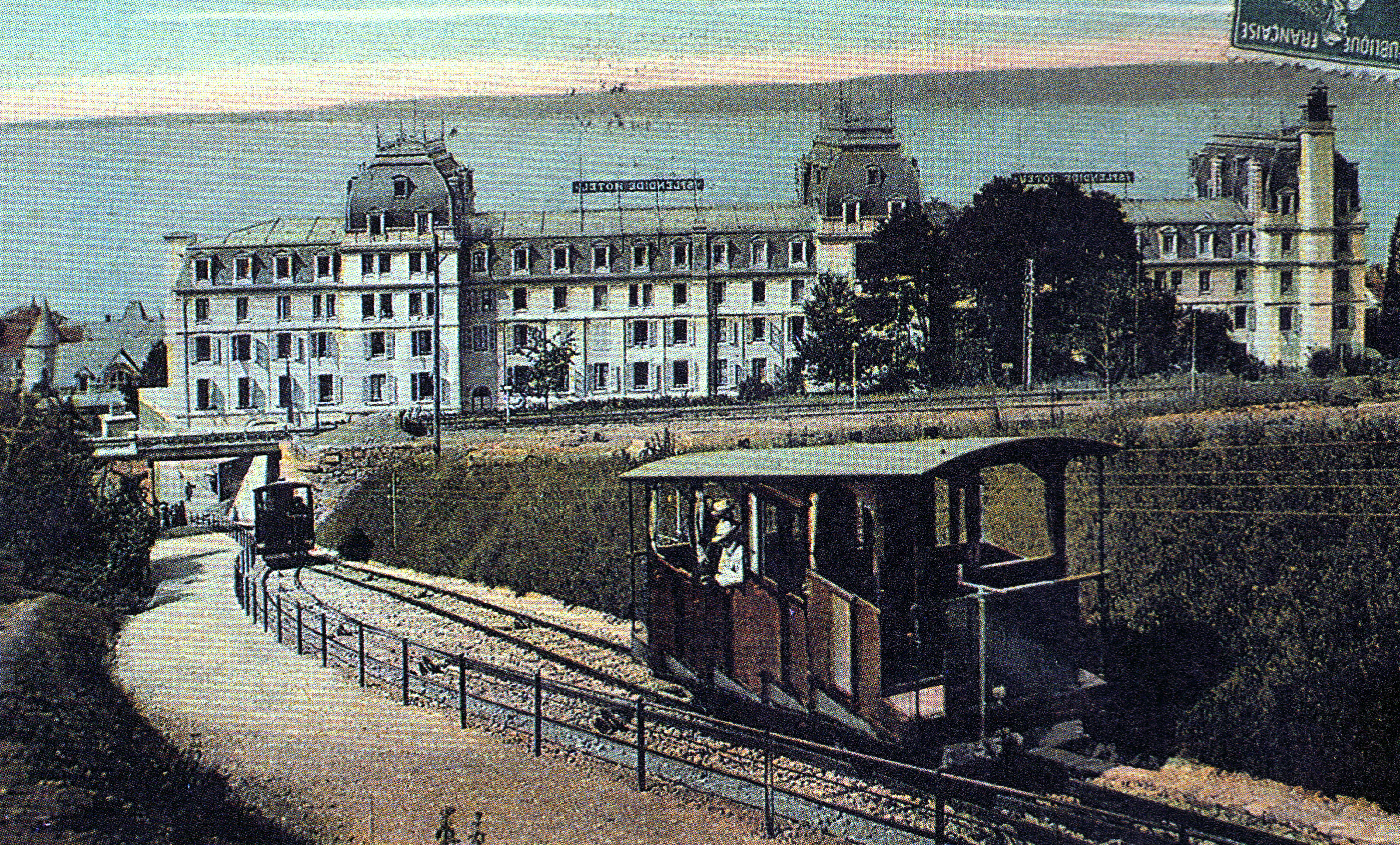
Hôtel Splendide és siklóvasút, 1907 körül
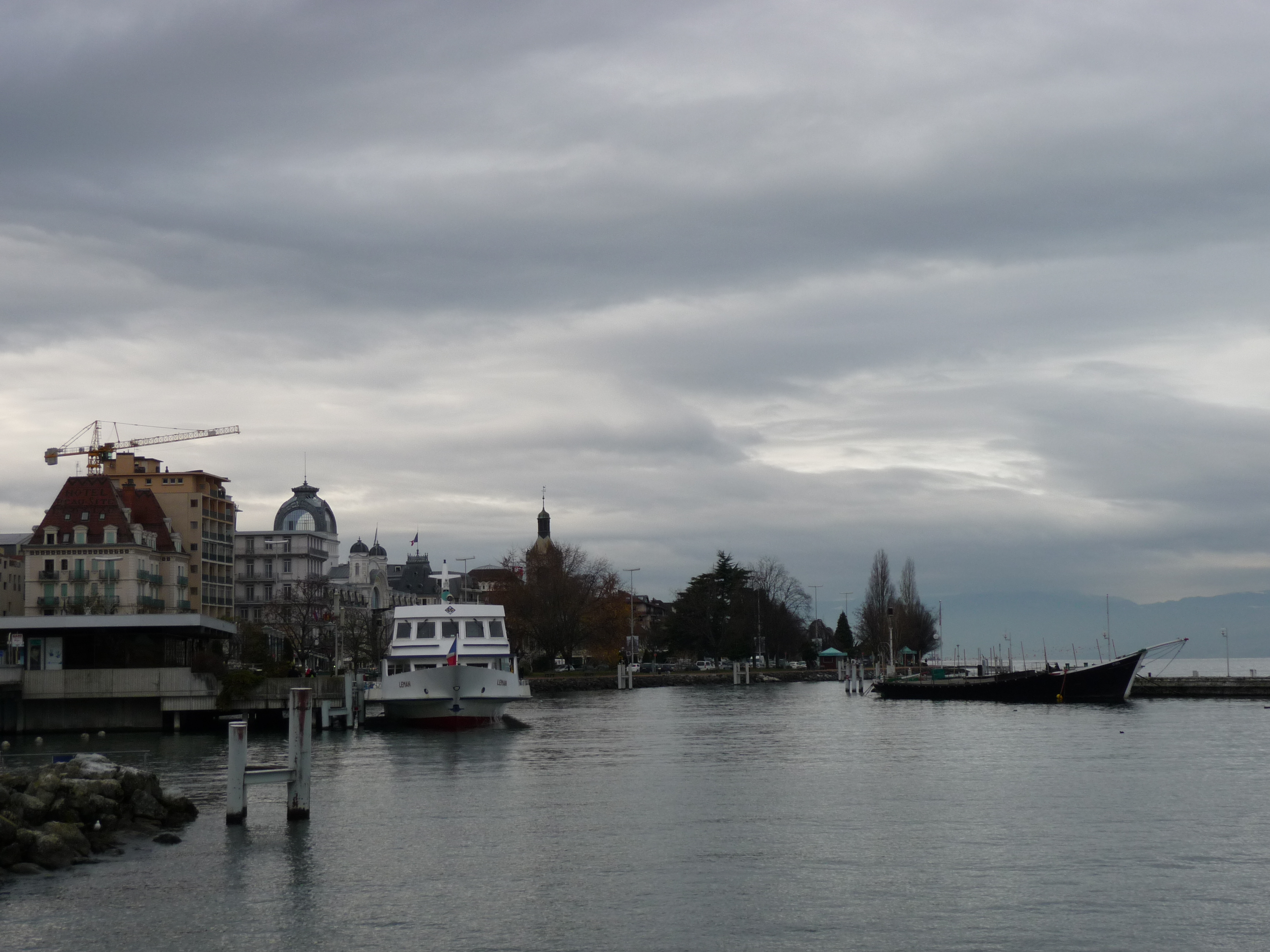
Kikötő
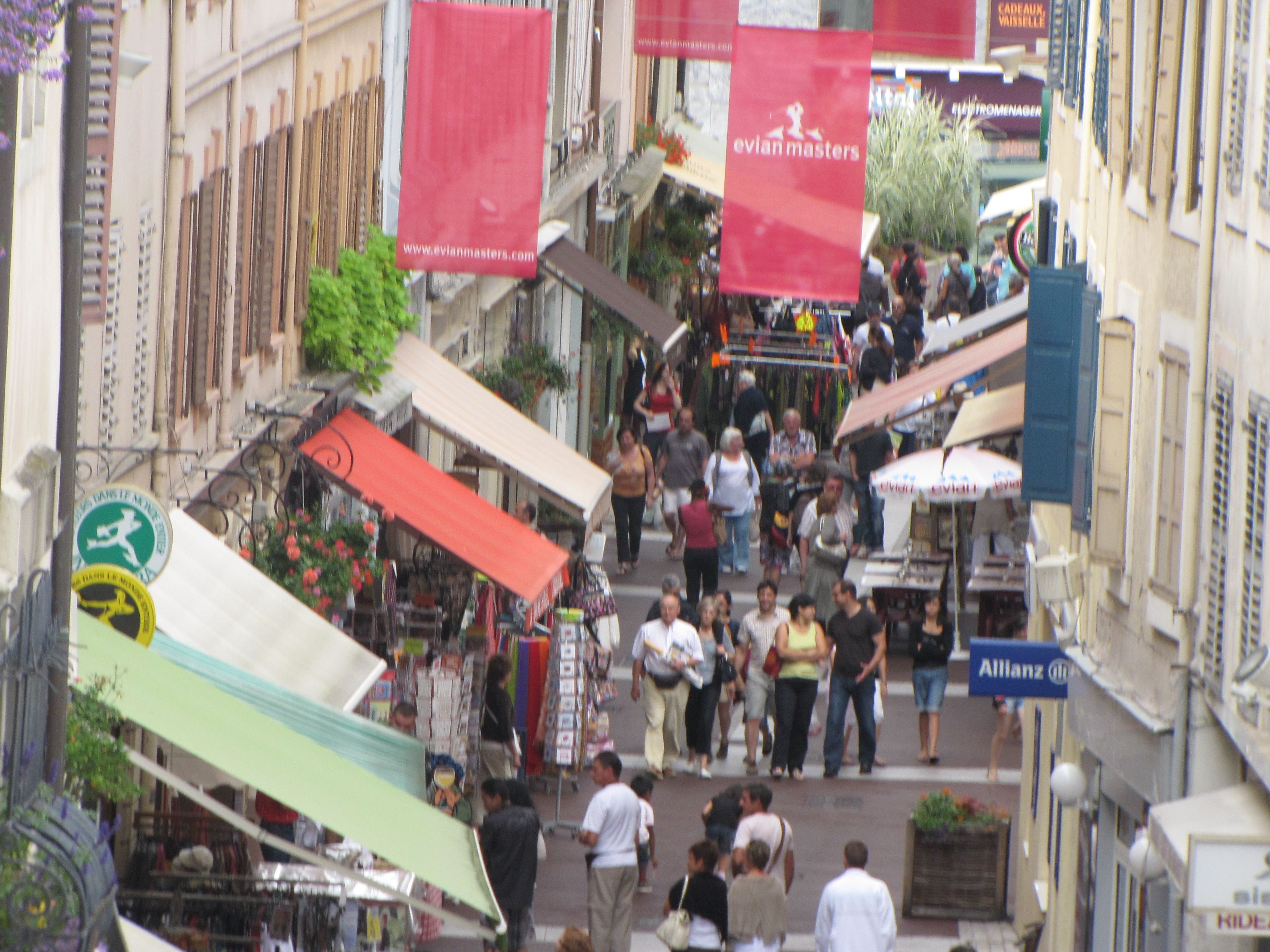
Rue Nationale